# Álvaro Machado
Álvaro Augusto Machado (ur. 1874 w Lizbonie, zm. 1944 tamże) – portugalski architekt.
W 1897 ukończył studia architektoniczne na Academia de Belas Artes w Lizbonie, gdzie był uczniem Antónia Augusto Carvalho Monteiro. Machado rozpoczął swoją karierę jako asystent Rosendo Carvalheira przy budowie Parede Sanatorium w 1901 w Lizbonie. Ich wspólne projekty były inspirowane przede wszystkim stylem art nouveou.

## Prace
- mauzoleum Visconde de Valmor (1900),
- Colegio Academico (1904),
- budynek Sociedade Nacional de Belas Artes (1906).